# Sphecodes laetus
Sphecodes laetus är en biart som beskrevs av Meyer 1922. Sphecodes laetus ingår i släktet blodbin, och familjen vägbin. Inga underarter finns listade i Catalogue of Life.